# مجتمع الشعب
فولكسجماينشافت (بالألمانية: Volksgemeinschaft، تُلفظ [ˈfɔlksɡəˌmaɪnʃaft])، هو تعبير ألماني يعني "مجتمع الشعب"، أو "المجتمع الشعبي"، أو "المجتمع الوطني"، أو "المجتمع العرقي"، حسب الترجمة لمصطلح Volk المكون له، والذي يُعد مقابلاً لكلمة "folk" في الإنجليزية.
ظهر هذا التعبير لأول مرة وشاع خلال الحرب العالمية الأولى حين اجتمع الألمان لدعم الحرب، وشعر كثيرون بـ"ارتياح لأن جميع الانقسامات الاجتماعية والسياسية يمكن حلها دفعة واحدة في المعادلة الوطنية الكبرى".
تقوم فكرة فولكسجماينشافت على مفهوم توحيد الناس عبر الفوارق الطبقية لتحقيق هدف وطني، مع الأمل في أن الوحدة الوطنية ستُزيل جميع الصراعات — بين أصحاب العمل والعمال، وبين المدينة والريف، وبين المنتجين والمستهلكين، وبين الصناعة والحرفيين.
بعد ثورة نوفمبر 1918، وسقوط الملكية الدستورية، وهزيمة ألمانيا في الحرب العالمية الأولى، ظلّ مفهوم فولكسجماينشافت (مجتمع الشعب) يحظى بشعبية، لا سيما في أوساط اليمين السياسي الألماني، بوصفه بديلًا لصراع الطبقات الذي كانت تدعو إليه الأحزاب الماركسية مثل الحزب الاشتراكي الديمقراطي والحزب الشيوعي. فقد تحوّل الحزب المحافظ الألماني الملكي إلى ما سُمّي حزب الشعب الوطني الألماني، وأعاد الحزب الليبرالي الوطني تنظيم نفسه تحت اسم حزب الشعب الألماني، وكان الهدف من هذه التسميات الجديدة جزئيًا الإشارة إلى مفهوم فولكسجماينشافت.
وقد تبنّى الحزب النازي هذا المفهوم بشكل بارز في عشرينيات القرن العشرين، وأصبح مرتبطًا بشدة بالأيديولوجيا النازية بعد صعود أدولف هتلر إلى السلطة. ففي الرؤية النازية لـ فولكسجماينشافت، ظلّ المجتمع منظّمًا ضمن طبقات (وفقًا للموهبة أو الملكية أو المهنة)، لكن دون وجود صراع طبقي، إذ يُفترض أن يؤدي الوعي القومي المشترك إلى إلهام الطبقات الاقتصادية والاجتماعية المختلفة للعيش معًا بانسجام والعمل من أجل الأمة.
وكان لهذا المفهوم أيضًا جانب عنصري مهم في الفكر النازي: إذ لم يكن يُسمح بعضوية فولكسجماينشافت إلا لمن يُعدّون من "أصحاب الدم الآري".